# رودني وايت
رودني وايت (بالإنجليزية: Rodney White)‏ مواليد 28 يونيو 1980 في فيلادلفيا، هو لاعب كرة سلة أمريكي سابق. بدأ مسيرته الاحترافية في سنة 2001. تم اختياره من قبل فريق ديترويت بيستونز خلال الدرافت. يبلغ طوله 6 قدم 9 بوصة (2.1 م). اعتزل اللعب في 2013.

## المسيرة الاحترافية
لعب مع ديترويت بيستونز في موسم 2001–2002، ثم لعب مع دنفر ناغتس من سنة 2002 إلى 2005، ثم لعب مع غولدن ستايت ووريورز في سنة 2005، ثم لعب مع باسكت مانريسا في الدوري الإسباني في موسم 2005–2006، ثم لعب مع بلباو باسكت في سنة 2006، ثم لعب مع فيكتوريا يبرتاس بيزارو في الدوري الإيطالي في موسم 2006–2007، ثم لعب مع مكابي تل أبيب لكرة السلة في سنة 2008.

## روابط خارجية
- رودني وايت على موقع إن بي أي (الإنجليزية)
- رودني وايت على موقع سبورتس رفرنس (الإنجليزية)
- رودني وايت على موقع الدوري الإسباني لكرة السلة (الإسبانية)
- رودني وايت على موقع كرة السلة الأوروبية.كوم (الإنجليزية)
- رودني وايت على موقع كلية كرة السلة في سبورتس رفرنس.كوم (الإنجليزية)
- رودني وايت على موقع ريلجم (الإنجليزية)
- رودني وايت على موقع بروبوليرز (الإنجليزية)
- رودني وايت على موقع سبورتس رفرنس (الإنجليزية)